# جورنال آو بایالاجیکال کمیستری
نشریه شیمی زیستی (به انگلیسی: Journal of Biological Chemistry) ، نام یکی از معتبرترین نشریه‌های تخصصیِ علم زیست‌شیمی است که از سال ۱۹۰۵ به چاپ می‌رسد. عمدۀ مقالات چاپ شده در این نشریه زمینه های بیوشیمی و زیست شناسی مولکولی را در بر می گیرد. از سال ۱۹۲۵ میلادی، این ژورنال به‌وسیله انجمن زیست‌شیمی و زیست‌شناسی مولکولی امریکا به زبان انگلیسی منتشر می‌گردد.
این نشریه که از نشریات مروری علمی است، در سال ۲۰۲۰ میلادی، ایمپکت فاکتور : ۴/۱ را دارا بوده و در سال ۲۰۰۴ به عنوان معتبرترین نشریهٔ علمی در حیطه دانش شیمی به‌شمار می‌رفته است.

## رتبه بندی و انتقاد به ایمپکت فکتور
ویراستاران نشریه شیمی زیستی نحوه رتبه بندی اعتبار نشریات علمی را که جدیدا بسیار وابسته به ایمپکت فکتور است مورد انتقاد قرار داده اند. آن ها معتقدند که در این روش رتبه بندی مقالات مروری، مقالات نقد و بررسی، و همچنین مقالات استرداد شده نیز مورد بررسی قرار می گیرند. علاوه بر این، موضوعاتی که تعداد مقالات بیشتری از آن ها در جوامع علمی چاپ می شود، مجلات را ترغیب به انتخاب بیش از حد این موضوعات برای چاپ می کنند و مجلات ترجیحاً مقالاتی را چاپ می کنند که مورد توجه و استناد بیشتری قرار بگیرند .
با در نظر گرفتن این عوامل ایمپکت فکتور این ژورنال همیشه پایین بوده است با اینکه تعداد بسیاری از کشفیات مهم در این نشریه چاپ شده است. در رتبه بندی سال ۲۰۰۵، نشریه شیمی زیستی از بین ۶,۱۶۴ نشریه علمی رتبه ۲۶۰ام را کسب کرد. با این حال، هنگامی که مجلات علمی با یک الگوریتم مبتنی بر پیج رنک مورد ارزیابی قرار می گرفتند، نشریه زیست شیمی در رتبه اول قرار گرفت . 

## مقالات کلاسیک
پر استناد ترین مقاله تمام دوران، با بیش از ۳۰۰,۰۰۰ استناد، در مورد اندازه گیری پروتئین با معرف فولین فنول توسط الیور اچ. لوری در این مجله چاپ شده است. در سال ۱۹۹۰، یوجین گارفیلد اعلام کرد که مجله شیمی زیستی دارای بیشترین تعداد مقالات پر استناد تاریخ است. در این رتبه بندی مجله شیمی زیستی با تعداد ۱۷ مقاله، مقالات آکادمی ملی علوم ایالات متحده آمریکا با ۶ مقاله، و مجله نیچر با ۵ مقاله پر استناد و تاثیر گذار به ترتیب در رده های اول تا سوم بودند .